# Pierre Waquet
Pour les articles homonymes, voir Waquet.
Pierre Waquet, né le 16 janvier 1915 à Versailles et mort le 19 décembre 2008 à Rennes, est un magistrat et psychologue français, qui a introduit l'enseignement de la psychologie dans la formation des magistrats et des officiers.

## Biographie

### Famille
Pierre Waquet, fils de René Waquet, administrateur général de l'Inscription maritime, et de Thérèse Laurent, fille d'un médecin de Versailles, est un neveu de Henri Waquet, directeur des archives départementales du Finistère et l'un des nombreux descendants directs de Jacques Guermeur, député à la Convention nationale, membre du Conseil des Anciens. Il est cousin germain de Philippe Waquet, avocat aux Conseils, doyen de la chambre sociale de la Cour de Cassation, oncle de Jean-Claude Waquet, archiviste-paléographe, historien. Époux de Claude Gautier (1920-2006) en 1944, il est grand-père de Nicolas Waquet, poète et traducteur.
Après deux années de classes préparatoires aux grandes écoles d'ingénieur au lycée Corneille de Rouen, il s'oriente vers le Droit et obtient la licence en Droit en 1937, tout en étant fortement impliqué dans l'aide aux plus pauvres au sein des cercles Ozanam . 
Son service militaire, débuté en septembre 1937 à l’École des officiers de réserve d’Artillerie de Poitiers, se prolonge au 11e régiment d'artillerie à Cherbourg, avec le grade d'aspirant. Promu sous-lieutenant de réserve le 19 octobre 1938 il est affecté au 211e régiment d'artillerie. Détaché en janvier 1940 à l'armée de l'air il intègre le groupe aérien d'observation 522 à Pau en juin 1940, gagne l'Algérie et s'y voit démobilisé le 13 septembre 1940. 

### Diplômes
De retour en Bretagne, il y poursuit ses études de Droit, intègre la magistrature en 1941, pour débuter comme avocat stagiaire à la Cour d'appel de Rennes et obtient le doctorat en droit en 1942 avec une thèse sur l'enfance délinquante.
Après la guerre il entreprend un cursus de psychologie à la Faculté des Lettres de Rennes et obtient, en 1949, la licence de psychologie et le certificat d'Études supérieures (CES) de Psychologie de l'Enfance et Pédagogie, en 1951, le CES de Psychologie générale et psychopathologie et celui de Psychologie sociale.

## Carrière dans la magistrature
- Avocat stagiaire au barreau de Rennes (juillet 1941-juillet 1943).
- Attaché au Parquet général de la Cour d'appel de Rennes (octobre 1941).
- Admis à l'Examen professionnel de la magistrature (octobre 1942)[4].
- Substitut au Parquet de Laval (1943)[5].
- Juge d'instruction au tribunal de Valognes, détaché comme juge d'instruction à la Cour de Justice de la Manche à Cherbourg (juin-octobre 1945)[6].
- Substitut du procureur de la République de Brest (octobre 1945)[7].
- Juge au Tribunal de Châteaubriant (1946)[8].
- Substitut au Parquet de Brest (1949)[9].
- Substitut au Parquet de Versailles (1954)[10].
- Substitut général à la Cour d'appel de Rennes (1956)[11].
- Avocat général à la Cour d'appel de Rennes (1967).
- Directeur de l'École nationale de la magistrature (1971-1974)[12],[13].
- Avocat général à la Cour d'appel de Paris (1974-1976)[14].

## Affaires médiatisées
Les hasards des affectations de poste ou des attributions de dossier dans une juridiction peuvent amener un magistrat à être impliqué dans des affaires médiatisées, localement, régionalement ou nationalement.

### Une affaire de collaboration avec l'occupant
Le 27 juin 1945, P. Waquet, juge délégué à la cour de justice de la Manche, doit instruire le dossier de Mme de Plinval, accusée  de collaboration avec l'ennemi et de dénonciation de patriotes. Elisa de Plinval, chargée par la Croix-Rouge française d'organiser une équipe d'ambulancières dans l'agglomération cherbourgeoise, rencontre fréquemment des officiers allemands à qui, petit à petit, elle livre des informations avant de devenir agent de la Gestapo. Les charges et les preuves sont telles qu'elle est condamnée à mort, la peine étant commuée trois mois plus tard en travaux forcés à perpétuité.

### L’affaire des députés communistes du Finistère

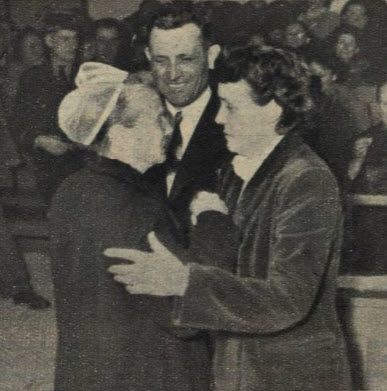
A. Signor, M. Lambert (à droite), Rennes (27 février 1951).

Le 19 mai 1950, deux députés membres du Parti communiste français, élus du Finistère, sont jugés par le tribunal correctionnel de Brest pour des faits consécutifs à un mouvement social dont l’un des épisodes a coûté la vie à un jeune ouvrier. La député Marie Lambert est inculpée de « menaces et violences sur la personne de M. Prévosto », chef d’entreprise. Le député Alain Signor est inculpé d’« avoir fait partie d’un attroupement interdit » au cours duquel M. Prévosto aurait été molesté. Au cours de l'audience, mouvementée, l'avocat de la défense s'en prend au Garde des Sceaux. « Ceci lui vaut de la part du substitut Waquet une verte mise en place : “Je ne puis tolérer que la défense insulte ici le garde des Sceaux” [...] Enfin la parole est donnée au substitut Waquet ». Convaincu de la culpabilité de Marie Lambert et de l’implication d’Alain Signor dans la manifestation au cours de laquelle les forces de l’ordre ont été attaquées, il requiert « l’application de la loi dans la tradition républicaine et laisse au tribunal le soin de fixer le quantum de la peine ». Les deux prévenus, qui avaient comparu libres à la suite d'un premier jugement du même tribunal du 20 avril sur réquisition de P. Waquet en faveur de leur remise en liberté, sont condamnés à des peines de prison avec sursis, dont ils font appel devant la cour d'appel de Rennes.

### L’affaire Pagès, exercice illégal de la médecine
Le 30 mars 1954, Me René Floriot, célèbre avocat parisien, se déplace à Brest pour défendre le docteur Marcel Pagès inculpé d’exercice illégal de la médecine. Dans son réquisitoire le substitut Waquet « ne discute pas de la personnalité à coup sûr fort respectable du docteur Pagès […] Pagès n’est pas inscrit à l’ordre des médecins. A-t-il exercé la médecine ? En quoi consiste l’exercice de la médecine ? La Cour de cassation définit cet exercice par l’établissement d’un diagnostic et le traitement des maladies ». Or « Le docteur Pagès établit des diagnostics quoiqu’il s’en défende ». Malgré l’argument de son avocat, évoquant des « cas extraordinaires de guérison », le Dr Pagès est condamné à une amende, confirmée en appel.

## S’aider de la psychologie pour rendre la justice
« Le magistrat est un psychologue qui s’ignore, il serait temps qu’on le lui dise ». C’est par cette formule dont il déclare qu'elle lui a été directement inspirée par Raymond Saleilles (1855-1912), professeur de Droit, jurisconsulte catholique, que Pierre Waquet présente son projet pédagogique pour l’École nationale de la Magistrature dont il doit prendre la direction en juin 1971. Et il explique : 

« La psychologie est une discipline indispensable à toutes les carrières de décision et la magistrature en est une […] Il ne faut pas s’enfermer dans une conception trop juridique de la profession et à l’inverse oublier d’appliquer les règles de droit. »

Tenter de comprendre les motivations des comportements des justiciables apparait comme l’axe majeur de son engagement dans la pratique judiciaire. Dans la droite ligne de sa thèse de doctorat en Droit sur la protection de l’enfance (1942), il défend ainsi, quelques années plus tard, la nécessité d’intégrer le point de vue du psychologue dans l’examen de la délinquance juvénile :

« La délinquance, en soi, est un phénomène psychologique. Le délit c’est l’aboutissement d’une conduite, la matérialisation d’une activité intime de l’être vivant, dont il faut souvent chercher les causes très loin dans sa structure profonde. La criminologie peut-être considérée comme une branche de la psychologie. »

Au printemps 1971, au Caire, devant une assemblée de hauts magistrats et jurisconsultes égyptiens présidée par le Dr Famy El Badaoui, ministre de la Justice, Pierre Waquet, sur le thème Justice et psychologie, réaffirme :

« Dans ce domaine considérable de la psychologie utilisable pour le juge, deux mots essentiels se sont imposés à moi [...] Ces deux mots-clés sont comprendre et communiquer. Comprendre : le juge, en présence du comportement délictueux ou criminel d'un individu, cherchera toujours à comprendre pour être juste [...] Communiquer : c'est, pour le magistrat, éviter que des filtres psychologiques trop puissants (méfiance, timidité, idées préconcues, ...) ne limitent dès le départ l'efficacité de la communication. »

## Enseignement du droit et de la psychologie
Pierre Waquet pratique la pédagogie active dans le cadre de son engagement dans le scoutisme, d'abord à Rouen (1933-1938) puis à Saint-Malo (1940), Rennes (1941-1945) et Brest (1949-1953).
Pendant deux années universitaires (1954-1956), il anime, aux côtés de Jean-Denis Bredin, des travaux dirigés de droit civil à HEC, alors établie à Paris, au Centre Malesherbes, n°108 boulevard Malesherbes. 
À partir de 1959, il dispense chaque année aux élèves officiers d'active des Écoles militaires de Saint-Cyr Coëtquidan un cours de psychologie du commandement. La direction des études de l'École navale lui demande d'assurer un programme du même type à partir de 1965. Pendant cette période, il prononce régulièrement dans ces deux écoles des conférences sur la Constitution et l'organisation judiciaire françaises. Ces interventions cessent en juin 1970 lorsque Pierre Waquet accomplit à la demande du ministre de la Justice une mission exploratoire sur la réforme de la formation des magistrats et le rôle de l’École nationale de la magistrature.
Parallèlement, à partir de 1963, il est chargé de cours de psychologie sociale au Centre national d’études judiciaires (CNEJ). Puis à partir de 1966, tout en conservant ses fonctions juridictionnelles, il encadre, pour l'ouest de la France, les stagiaires du CNEJ qui devient en 1970 l'École nationale de la magistrature (ENM). 
En 1971, nommé directeur de l'ENM sur proposition du ministre de la Justice René Pleven, il va  y introduire l'enseignement de la psychologie, lors d'une révision du cursus de l'école. Un an après l'inauguration des nouveaux locaux de l'ENM à Bordeaux ,, en désaccord avec la nouvelle politique judiciaire de Jean Taittinger, successeur de R. Pleven au Ministère de la Justice, et en particulier avec sa décision de réduire la durée de la scolarité à l'ENM, Pierre Waquet remet sa démission en décembre 1973.
Dans les années 1980, il est chargé de cours à l'Institut d'études judiciaires de Rennes, où il prépare les candidats au concours de l'ENM.

## Publications
- La protection de l'enfance : étude critique de législation et de sciences sociale, thèse pour le doctorat en droit, Rennes, Imprimeries réunies, 1942, 344 p. réédité par la Librairie Dalloz, Paris, 1943, 358 p. (Lire sur archive.org, Première partie, Deuxième partie).

Cet ouvrage obtient le Prix médico-social de Bretagne 1942.
- « La caractérologie et son utilisation dans l'éducation et la rééducation », Revue de l’Éducation Surveillée no 8 (1948) 19 pages.
- « Essai d'analyse du phénomène de délinquance juvénile-I », RÉÉDUCATION, Revue française de l'enfance délinquante, déficiente et en danger moral, no 11,‎ 3e année, p. 3-12 (lire en ligne).
- « Essai d'analyse du phénomène de délinquance juvénile-II », RÉÉDUCATION, Revue française de l'enfance délinquante, déficiente et en danger moral, no 12,‎ 3e année, p. 3-16.
- « Le pervers et la notion de perversité », RÉÉDUCATION, Revue française de l'enfance délinquante, déficiente et en danger moral, « Les Pervers », no 24,‎ 4e année, p. 89.
- « Les valeurs pénales : Études de criminologie », Revue internationale de droit pénal, vol. 4, t. 23,‎ 1952, p. 199-260 (ISSN 0223-5404, lire en ligne).
- L'homme moderne et le sens de la loi, Discours de l'audience solennelle de rentrée, Cour d'Appel de Rennes, Imprimerie Les Nouvelles, Rennes, septembre 1958, 29 pages[28].
- Introduction aux sciences humaines, Cours enseigné à l'École spéciale militaire inter-armes, Imprimerie ESMIA, 1960, 57 p.
- Cours de psychologie sociale : notions élémentaires de statistiques, Cours enseigné à l'École spéciale militaire inter-armes, Imprimerie ESMIA, 1960, 38 p.
- Sciences de l'homme et commandement, Cours enseigné à l'École spéciale militaire et l'École militaire inter-armes, Imprimerie ESM-EMIA, 1962, 116 p.

## Distinctions
- Chevalier de la Légion d'honneur[29].
- Officier de l'ordre national du Mérite[30].
- Chevalier des Palmes académiques[31].